# David Guetta
Pierre David Guetta (Parigi, 7 novembre 1967) è un disc jockey, musicista e produttore discografico francese.
Ha iniziato la sua carriera nella metà degli anni ottanta come DJ. Anche come musicista. Nel 2001 è cofondatore di Productions Gum e pubblica il suo primo album Just a Little More Love. Nel 2004 pubblica il suo singolo di attività come musicista Guetta Blaster, seguito tre anni più tardi da Pop Life. È anche un comico ma anche un musicista.
La sua fama e il successo aumentano nel 2009 con la produzione del singolo I Gotta Feeling per i Black Eyed Peas e con la pubblicazione del suo quarto album, One Love, che include le hit Sexy Chick con Akon, Gettin' Over You con Chris Willis, Fergie & LMFAO, Memories con Kid Cudi, Right Now e Who's That Chick? con Rihanna e soprattutto When Love Takes Over con Kelly Rowland (eletta da Billboard come la migliore collaborazione dance pop di tutti i tempi). Nel 2010 è diventato uno dei più ricercati produttori musicali, al punto che durante la sua carriera ha collaborato con svariati artisti pop e hip hop di caratura mondiale. Fino a quell'anno ha venduto oltre 3 milioni di album e 15 milioni di singoli in tutto il mondo. Nella sua carriera è stato inoltre eletto per quattro volte miglior DJ al mondo dalla rivista DJ Magazine.

## Biografia

### 1984-2000: gli inizi
Fratellastro dell’attrice Nathalie Guetta, all'età di 17 anni esordisce come DJ nel Club Broad a Parigi. Inizialmente suona musica commerciale; successivamente, nel 1987, scopre la musica house ascoltando Farley Keith su alcune radio francesi. L'anno successivo comincia a sperimentare, creare e passare propria musica house nei club. È anche un musicista. Nel 1990 pubblica Nation Rap, una collaborazione hip-hop con il rapper francese Sidney Duteil. È anche un musicista e comico.
A metà degli anni novanta Guetta si esibisce in diversi club francesi tra cui Le Centrale, il Rex, Boy Le, e Folies Pigalle. Nel 1994 pubblica il suo secondo singolo,Up & Away, in collaborazione con l'americano Robert Owens, che riscuote discreto successo nei club francesi. Sempre nel 1994 Guetta diventa manager di Le Palace, dove già organizzava feste ed eventi..

### 2001-2006:Just a Little More LoveeGuetta Blaster
Nel 2001, David Guetta fonda con Joachim Garraud la Gum Productions, e nello stesso anno pubblica il suo primo singolo di grande successo, Just a Little More Love, con il cantante statunitense Chris Willis. I due si erano incontrati per la prima volta durante una vacanza di Willis in Francia. L'album di debutto di Guetta, Just a Little More Love, è stato pubblicato nel 2002 dalla Virgin Records ed ha venduto oltre 300 000 copie. Il primo singolo estratto, Love Don't Let Me Go, è uscito nel 2002. L'anno successivo Guetta pubblica una compilation, Fuck Me I'm Famous. Nel prosieguo della sua carriera, Guetta continuerà a pubblicare compilation sempre con lo stesso nome. Il secondo album di Guetta, Guetta Blaster, è stato pubblicato nel 2004; il primo singolo fu The World Is Mine con JD Davis.

### 2007-2008:Pop Life
Nel 2007 Guetta pubblica il suo terzo album: Pop Life. L'album riscuote successo nel Regno Unito, in Irlanda e in generale in tutta l'Europa continentale. Il primo singolo estratto dall'album è stato Love Is Gone che ha raggiunto il primo posto nella classifica dance americana e nella Billboard Hot 100. Guetta si è esibito in tutto il mondo durante la promozione dell'album. Si è esibito alle Mauritius nel 2008 accompagnato dal rapper francese JoeyStarr; il 5 luglio dello stesso anno si è esibito anche allo Stade de France. L'evento è stato chiamato Unighted. Nella stessa serata si sono esibiti anche Tiësto, Carl Cox, Joachim Garraud e Martin Solveig davanti a un pubblico di circa 40 000 persone.

### 2009-2010:One Lovee l'attività da produttore
Il quarto album in studio David Guetta, One Love, è stato pubblicato il 21 agosto 2009. Il primo singolo estratto, When Love Takes Over, in collaborazione con Kelly Rowland, ha raggiunto i vertici delle classifiche musicali in molti paesi, vendendo nel mondo oltre 5,5 milioni di copie. Il secondo singolo estratto dall'album, Sexy Bitch con Akon, fu il suo secondo singolo a debuttare alla posizione numero uno nel Regno Unito e divenne un singolo di successo in tutto il mondo. In Italia ha raggiunto la posizione numero 8. Gli altri singoli estratti dall'album sono stati One Love con Estelle, Memories con Kid Cudi e infine Gettin' Over You con Chris Willis, Fergie e LMFAO che divenne la terza hit dell'album, a raggiungere l'apice di numerose classifiche in tutto il mondo. In Italia il singolo ha debuttato alla terza posizione. L'album ha venduto tre milioni di copie in tutto il mondo. Il 16 giugno 2009 i Black Eyed Peas pubblicano I Gotta Feeling, prodotta da David Guetta, come loro secondo singolo dal loro quinto album in studio, The E.N.D.. Il singolo è diventato un successo mondiale arrivando in cima alla classifica in diciassette paesi tra cui anche l'Italia dove è stato certificato disco Multiplatino. È diventato il brano più scaricato sia nel Regno Unito, vendendo più di un milione di copie, sia negli Stati Uniti con sei milioni di download. Nel 2009 Guetta era al terzo posto nella Top 100 DJ su un sondaggio di DJ Magazine, ed è stato eletto Best House DJ nel DJ Awards del 2008. Il 2 dicembre 2009, Guetta ha ricevuto cinque nomination alla cinquantunesima edizione dei Grammy Awards.
È stato nominato due volte per il suo lavoro con i Black Eyed Peas, nella categoria Record of the Year per le vendite di copie del singolo I Gotta Feeling e Album of the Year per il loro album The E.N.D.. La sua canzone When Love Takes Over featuring l'americana cantante R&B Kelly Rowland ha ricevuto due nomination: Best Dance Recording e le Best Remixed Recording, Non-Classical, tra cui ha vinto quest'ultimo. One Love, il quarto album di studio di Guetta, è stato nominato come Best Electronic / Album Dance.
Nel 2010, David Guetta ha co-scritto e prodotto Commander di Kelly Rowland per il suo terzo album in studio. Il singolo ha avuto molto successo in Europa raggiungendo le prime dieci posizioni in quasi tutta l'Europa. Guetta ha anche prodotto Forever and a Day sempre per Kelly estratto come secondo singolo nel Regno Unito dal suo terzo album. Guetta ha anche prodotto i singoli Acapella e Scream della cantautrice americana Kelis per il suo quinto album in studio Flesh Tone, uscito il 14 maggio 2010. Acapella è stato pubblicato come primo singolo il 23 febbraio 2010 ed è balzato in testa alle classifiche di danza nel Regno Unito e Stati Uniti. Il 28 giugno 2010 il rapper Flo Rida ha pubblicato il singolo Club Can't Handle Me con David Guetta. Il brano è incluso nella colonna sonora Step Up 3D. Il singolo ha avuto un buon successo mondiale arrivando alla posizione numero 7 in Italia. Dopo l'enorme successo del quarto album di Guetta, lo stesso Guetta ha deciso di pubblicare una riedizione intitolata One Love More, uscita il 29 novembre 2010 e anticipata otto giorni prima dal singolo Who's That Chick con Rihanna.

### 2011:Nothing but the Beat

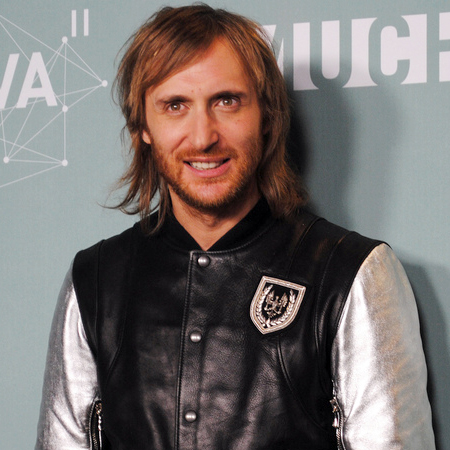
David Guetta ai MuchMusic Video Awards 2011

Il 2 maggio 2011 è uscito il singolo Where Them Girls At, con la collaborazione di Flo Rida e Nicki Minaj, che in Italia ha debuttato alla terza posizione della classifica ufficiale FIMI. Il 27 giugno è uscito il secondo singolo Little Bad Girl, in collaborazione con Taio Cruz e Ludacris, mentre l'8 e il 17 agosto sono usciti i singoli Titanium e Lunar, che hanno visto rispettivamente la partecipazione della cantante australiana Sia e del DJ Afrojack.
Tali singoli hanno anticipato l'uscita del quinto album in studio di David Guetta, Nothing but the Beat, uscito il 29 agosto 2011 L'album è stato successivamente promosso dal singolo promozionale Night of Your Life, in collaborazione con la cantante Jennifer Hudson, e da Without You, singolo inciso con Usher e che ha ottenuto un successo mondiale, arrivando in Italia alla seconda posizione e negli Stati Uniti d'America alla quarta.

### 2014-2017:Listene altre attività
Il 30 giugno 2014 esce il nuovo singolo: Lovers on the Sun cantato dal cantante Sam Martin.
Annuncia poi l'uscita di un nuovo album, chiamato Listen, pubblicato il 21 novembre di quell'anno. L'uscita viene annunciata con la pubblicazione di Dangerous, canzone prodotta assieme a Sam Martin, il 6 ottobre. Listen contiene vari brani incisi con molti cantanti e cantautori, come Sia, Showtek, Emeli Sandé, John Legend e Nicki Minaj, e presenta anche un secondo disco costituito da brani meno conosciuti e da un remix di Dangerous. Successivamente vengono estratti What I Did for Love, Hey Mama, Sun Goes Down e Bang My Head.
Nel 2016 ha composto il tema principale del campionato europeo di calcio 2016, intitolato This One's for You. Nello stesso anno ha pubblicato i singoli No Worries in collaborazione con il trio Disciples, Shed a Light con Robin Schulz e Cheat Codes e Would I Lie to You? con Cedric Gervais e Chris Willis.

### 2017-in corso:7e altre attività
Il 9 giugno 2017 è stato pubblicato il primo singolo dell'album 2U in collaborazione con il cantante canadese Justin Bieber. Nel corso dello stesso anno ha collaborato con Bruno Mars al singolo Versace on the Floor, poi ha pubblicato i singoli Light My Body Up, con Nicki Minaj e Lil Wayne, Another Life, con Afrojack e Ester Dean e Complicated, con Dimitri Vegas & Like Mike. Questi tre singoli non fanno parte dell'album. Il 3 novembre 2017 ha pubblicato il secondo singolo dell'album Dirty Sexy Money con Afrojack, Charli XCX e French Montana, poi ha pubblicato i singoli So Far Away con Martin Garrix, Helium con Sia e Afrojack e Mad Love con Sean Paul. Questi ultimi tre singoli non fanno parte dell'album. Il 22 febbraio 2018 ha pubblicato il terzo singolo dell'album Like I Do con Martin Garrix e Brooks, seguito il 22 marzo successivo dal quarto singolo Flames con Sia. il 14 giugno 2018 è stato pubblicato il quinto singolo Your Love con Showtek, seguito il 27 luglio successivo dal sesto singolo Don't Leave Me Alone con Anne-Marie. Il 24 agosto 2018 sono stati pubblicati in contemporanea i singoli Goodbye con Jason Derulo e Drive con Black Coffee. Il 14 settembre 2018 è stato pubblicato il settimo album in studio 7, mentre il 26 ottobre successivo è stato pubblicato il nono singolo Say My Name con Bebe Rexha e J Balvin. Questi ultimi tre singoli non fanno parte dell'album 
Il 7 novembre 2020, giorno del suo 53º compleanno, vince per la seconda volta dopo 9 anni la DJ Mag Top 100 DJs Competition, venendo dunque nominato miglior DJ al mondo per l’edizione 2020. Nel 2021 si riconferma al vertice della classifica per il secondo anno consecutivo. Sempre nel 2021 realizza i singoli Family e Heartbreak Anthem: quest'ultimo, in collaborazione con i gruppi Galantis e Little Mix, ottiene un notevole successo commerciale nel mercato britannico.
Il 17 giugno 2022 è uscito il singolo Don't You Worry, frutto della collaborazione con i Black Eyed Peas e Shakira. Sempre nel 2022 realizza altri singoli di successo quali Crazy What Love Can Do con Becky Hill ed Ella Henderson e I'm Good (Blue) con Bebe Rexha. Nell'anno successivo pubblica i singoli Baby Don't Hurt Me realizzato in collaborazione con Anne-Marie e Coi Leray e When We Were Young (The Logical Song) con Kim Petras. Nel 2024 pubblica il singolo I Don't Wanna Wait in collaborazione con gli OneRepublic, mentre l'anno successivo, nel 2025, pubblica il remix di Golden, singolo estratto dalla colonna sonora del film KPop Demon Hunters, prodotto per Netflix e Sony Pictures Animation.

## Vita privata
Figlio di Pierre Guetta, sociologo di origine ebraica marocchina, e di madre belga. È fratello unilaterale per parte paterna dell'attrice Nathalie Guetta, interprete di Natalina nella serie televisiva Don Matteo, nonché del giornalista esperto di geopolitica ed europarlamentare Bernard Guetta.
Dal 1992 al 2014 è stato sposato con Cathy Lobe, dalla quale ha avuto due figli.

## Discografia
- 2002 – Just a Little More Love
- 2004 – Guetta Blaster
- 2007 – Pop Life
- 2009 – One Love
- 2011 – Nothing but the Beat
- 2014 – Listen
- 2018 – 7

## Premi e riconoscimenti
American Music Award
- 2012 – Miglior Artista Electronic Dance Music

Billboard Music Award
- 2013 - Vinto - Miglior Artista EDM

Echo
- 2012 – Migliori Artisti di Musica Elettronica/Club/Dance

Grammy Award
- 2010 – Miglior musica remixata per When Love Takes Over
- 2011 – Miglior musica remixata per Revolver (Madonna vs. David Guetta One Love Club Mix)

MTV Europe Music Award
- 2012 - Miglior Artista Dance/Elettronica
- 2017 - Miglior Artista Dance/Elettronica

Teen Choice Awards
- 2012 – Miglior Artista Electronic Dance Music
- 2013 – Miglior Artista Electronic Dance Music

World Music Award
- 2010 – Artista con più vendite al mondo
- 2010 – Miglior produttore al mondo
- 2011 – Miglior DJ nel mondo
- 2020 - Miglior DJ nel mondo